# Хвостатка вязовая
Хвостатка вязовая, или хвостатка W-белое (Satyrium w-album = Nordmannia w-album) — дневная бабочка из семейства голубянок. Этимология латинского названия: W-album (с латинского) — В-белое; название было дано по отличительному визуальному признаку — белой перевязи на нижней стороне заднего крыла. Русское название дано по одному из кормовых растений гусениц.

## Описание

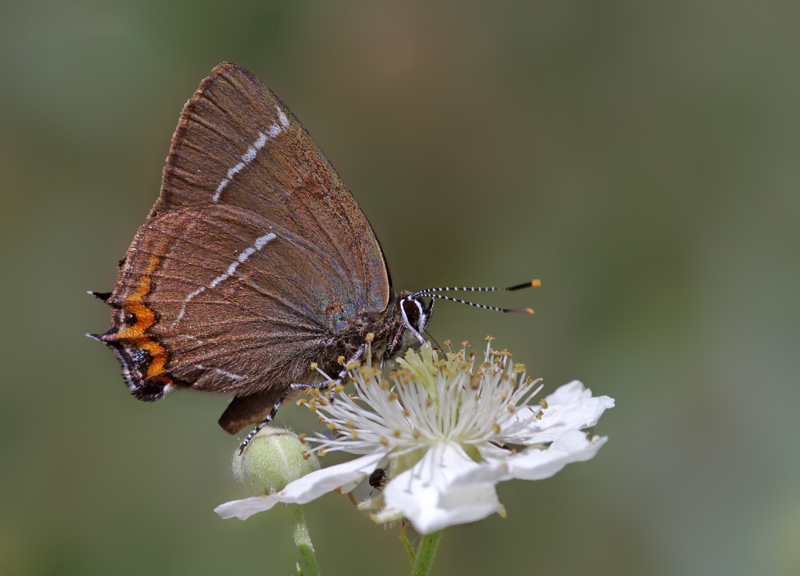

Длина переднего крыла — 14—16 мм. Крылья сверху бурого цвета. Задние крылья с нитевидным хвостиком, на нижней стороне серого цвета с белой постдискальной линией, изогнутой в форме латинской буквы «W», и с красной субмаргинальной полосой.

## Ареал
Центральная и Восточная Европа, Передняя Азия, Южный Урал, Забайкалье, Приамурье, Приморье, северо-восток Китая, Корея, Япония. Редок и локален в Прибалтике. Также редок и локален в лесной полосе европейской части России.
Встречается на лесных опушках, полянах, лесных вырубках, по обочинам дорог, заболоченных и сырых лугах, по берегам рек и ручьев. В условиях Беларуси и Украины часто приурочен к антропогенным ландшафтам: садам, паркам, лесопосадкам и лесополосам.

## Биология

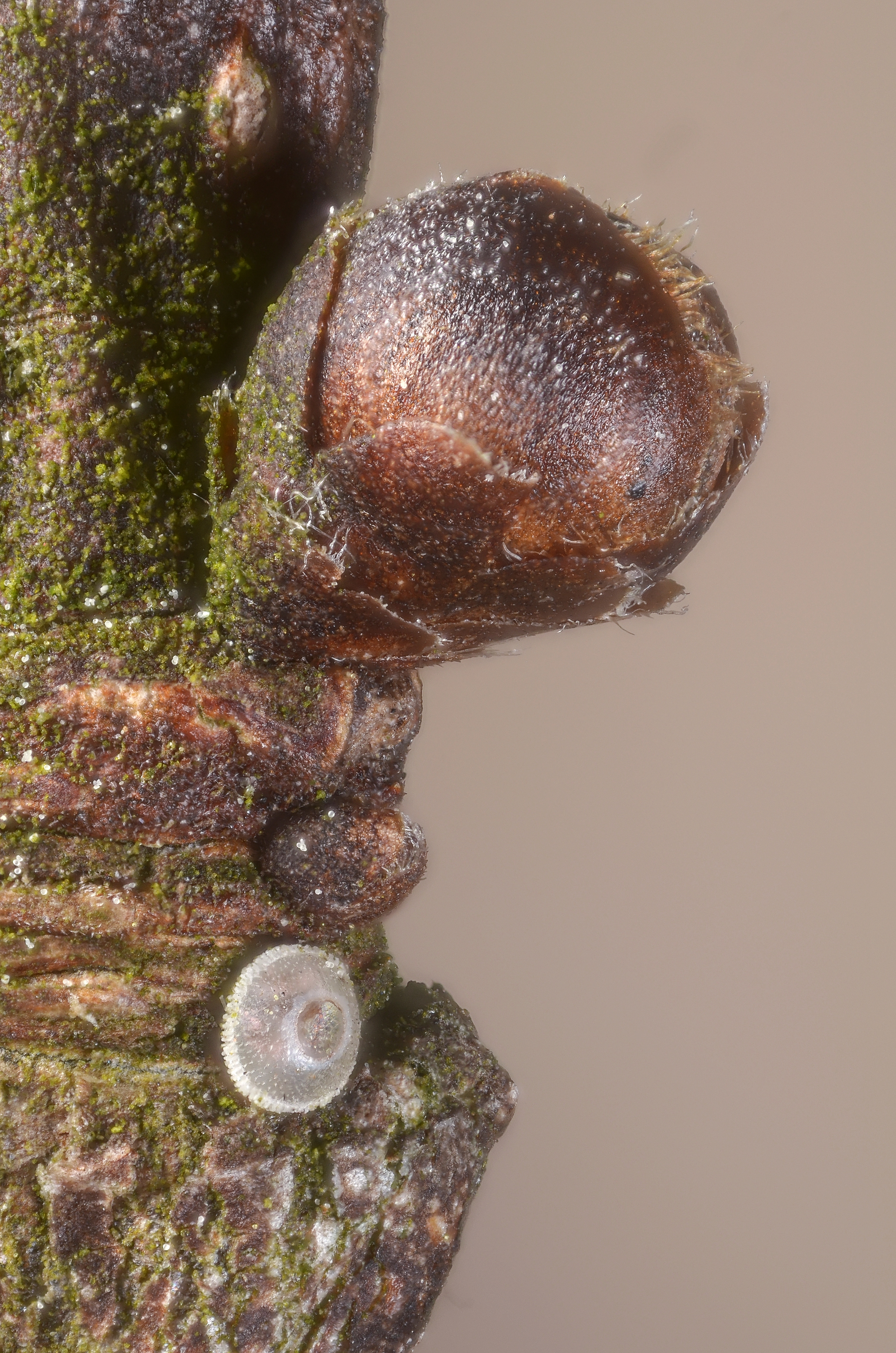
Яйцо

Развивается в одном поколении за год. Время лёта с середины июня до начала августа. Тенелюбивый вид. Бабочки преимущественно держаться в кронах деревьев и кустарников, и лишь изредка спускаются под полог леса для питания на цветах.
Окукливаются на листьях или стволах кормовых растений. Самки откладывают яйца по одному, реже по два яйца на ветки кормовых растений у основания почек: ольха, ясень, жимолость татарская, жимолость, яблоня домашняя, яблоня, слива домашняя, терн, груша обыкновенная, дуб, жостер слабительный, липа, вяз полевой, Ulmus glabra, вяз горный, вяз, ильм, калина обыкновенная. Зимует яйцо с развитой гусеницей. Гусеница зеленого цвета, со светло-коричневой головой. Стадия гусеницы с середины апреля до середины июня. Молодые гусеницы поедают почти, затем переходя на молодые листья; питаются ночью. Окукливаются на нижней поверхности листьев или веточках кормовых растениях. Стадия куколки 13—22 дня. Часто отмечают окукливание двух гусениц рядом (самка и самец).